# مادلین دونهام
مادلین دونهام (انگلیسی: Madelyn Dunham؛ ۲۶ اکتبر ۱۹۲۲ – ۲ نوامبر ۲۰۰۸) یک کارمند بانک اهل ایالات متحده آمریکا بود.